# American School of Modern Music
 (juillet 2021).
L'American School of Modern Music (ASMM) est une école de musique située à Paris.

## Démarche et historique de l'école
Créé en 1982 par le batteur américain Stephen Carbonara, cet institut de niveau universitaire forme des professionnels du jazz et des musiques actuelles. L'ASMM s'inspire des programmes d'études des universités américaines, l'American School of Modern Music.
Il s'agit d'une école américaine, d'où son nom et son mode de fonctionnement.
L'American School of Modern Music est membre de la FNEIJMA et affiliée à deux associations internationales, IASJ : International Association of School Jazz représentée principalement en Europe, et le JEN : Jazz Education Network représentée principalement aux États-Unis. Elle assure un soutien pour les étudiants désirant mener un complément de formation à l'étranger.  
Le cursus professionnel est un programme qui se déroule sur trois années d'études. On y apprend le solfège, l'harmonie, l'arrangement, l'orchestration, l'improvisation et la production musicale en plus d'une pratique rigoureuse et poussée de l'instrument principal.
En outre, l'American School of Modern Music propose une spécialisation dans la dernière année aux élèves qui souhaitent se concentrer sur la pratique de leur instrument (Performance Major), sur l'arrangement et la composition (Arranging and Composition Major) ou la production/MAO (MAO/Music tech Major). Il est également possible de combiner plusieurs Major (Double Major).

## Équipe pédagogique (liste non exhaustive)
L'American School of Modern Music dispose d'une équipe pédagogique de musiciens confirmés, choisis pour leurs liens avec les États-Unis mais surtout pour leur statut de musiciens professionnels, renommés et actifs dans le monde de la musique:

- Lou Tavano (chanteuse compositrice), Lou Tavano, nommée aux Victoires du Jazz 2020, commence la musique dès l'enfance et signe son premier EP à vingt-cinq ans, attirant l'attention de Siggi Loch d'ACT. Son premier album, "For You", sort en 2016 avec succès. En tant qu'artiste d'ACT, elle publie ensuite "Uncertain Weather", s'inscrivant dans la nouvelle génération française du jazz.
- Cédric Hanriot (pianiste/compositeur), diplômé de Berklee College of Music, collaborations et enregistrements avec Diane Reeves, Herbie Hancock, Dee Dee Bridgewater, John Patitucci, Joe Lovano, Meshell Ndegeocello, Terri Lyne Carrington, Logan Richardson, Nelson Veras, Alex Han, Melissa Aldana, Tineke Postma, Otis Brown III, Lulu Gainsbourg, Donny McCaslin, Clarence Penn, Jason Palmer, Michael Janisch, Jeff Ballard entre autres.
- Magic Malik (flûtiste /compositeur), collaborations et enregistrements avec Steve Coleman, Saint-Germain, Laurent Garnier, FFF, Malka Family, le Groove Gang de Julien Loureau), -M-, Bumcello, Camille, Pierrick Pedron, Aka Moon, Booster, Hocus Pocus, Air, Oumou Sangaré entre autres.
- Brad Thomas Ackley (producteur/compositeur/multi-instrumentiste), diplômé de Berklee College of Music, travail sur « Matrix Reloaded », « Jamais le premier soir », « Un moment d’égarement », « HBO-God Save our Shoes », « MTV-The HIlls », Renault, Lacoste, Collette, Adidas, IKEA. Collaboration et enregistrement avec Matthieu Chedid (producteur de l'album studio (« Îl ») et victoire de la musique pour le meilleur spectacle musical/tournée/concert 2014).
- Guillaume Estace (guitariste/compositeur), diplômé "summa cum laude" de Berklee College of Music. Co-directeur de l'American School of Modern Music et créateur des Guitar-Sessions, collaborations avec Lulu Gainsbourg, Vanessa Paradis, Matthieu Chedid, Ayo, Jane Birkin, Angelo Debarre, Stan Harrison, Gary Georgett , Caroline Bugala entre autres.
- Raphaël Pannier (batteur/compositeur), Raphaël, diplômé de Berklee College of Music et de Manhattan School of Music, a enregistré plus de vingt albums en tant que sideman et partagé la scène avec des artistes tels que Lee Ritenour, Steve Wilson et Bob James et Bireli Lagrène. À 30 ans, son premier album en tant que leader, "Faune", est sorti en septembre 2020, avec Miguel Zenón, Aaron Goldberg et François Moutin. "Faune" a été salué comme une révélation par Jazz magazine.

## Diplôme
Le diplôme de l’American School of Modern Music est attribué chaque année aux élèves ayant suivi avec succès le cursus professionnel lors d'une cérémonie présidée par un musicien célèbre.

## Intervenants réguliers
- Lou Tavano (chanteuse)
- James Robbins (Bassiste/Compositeur), collaborations avec Nikolas Anadolis, Stéphane Wrembel, Joseph Doubleday, Jonathan Joubert, Michel Camilo, Javier Rosario, Les Paul, Thank You Scientist.
- Fabien Aubry (Pianiste/Producteur) professeur de Berklee College of Music.

## Anciens élèves notables
- Lionel Loueke
- Alexandre Astier
- Norma Ray
- Stéphane Wrembel
- Modjo
- Cyrille Aimée

## Anciens professeurs
- Steve Carbonara (1982-2004 - Fondateur)
- Dominic Alldis - les années 1990
- Steve Browman 1994-2008
- Susan Calkins - les années 1980
- Keri Chryst 2005-2016
- Christopher Culpo (2008-2016)
- François Fichu (1985-2016)
- William Fitzpatrick - les années 1990
- Peter Giron (1988-2016)
- Eddie Goldstein - les années 1980
- Craig Goodman - les années 1990
- Phil Hilfiker (2002-2016)
- Jeff Jordan - les années 1990
- Joe Makholm 1985-2001
- Rick Margitza 2008-2016
- George Menousek - les années 1990
- Shannon Murray - les années 1990
- Mike O'Neil 1990-2008
- Stephen "Sooch" SanSouci - les années 1980
- Zack Settle - les années 1990
- Bernard Vidal (2003-2016)
- Brad Wheeler 1998-2004
- Tony Saba (1999-2016)